# 邯黄铁路
邯黄铁路，自邯郸（邢台）至沧州黄骅港，是河北省境内的一条以煤炭运输为主，兼顾客货运为辅的区域性干线铁路。

## 线路
邯郸（邢台）至黄骅港铁路起自邢台市，正线自小康庄站引出，途经邢台、邯郸、衡水、沧州4市24县市区、终至黄骅市黄骅港站，正线全长383.416km，配套建设邯济邯黄联接线54.349km，邯黄疏解线7.472km，邯黄石德联络线上行11.010km、下行11.965km；线路全长468.15公里，沿线设置车站32座。设计时速120千米/小时。是国家Ⅰ级单线电气化铁路。

## 历史
2010年4月25日在邯郸市鸡泽县龙泉村附近，省委书记张云川一声令下，邯黄铁路正式开工建设。2013年12月28日开通试运营。总投资168亿元。
邯黄铁路建成后将成为晋煤外运的又一快速通道，也将大大便捷冀南与冀东地区的交通联系，促进沿线各地的经济发展。

## 交汇线路
- 邢台：京广铁路、邢和铁路
- 邯郸：邯济铁路
- 衡水：京九铁路、石德铁路
- 霞口站：联络线连接京沪铁路